# Gran Torino

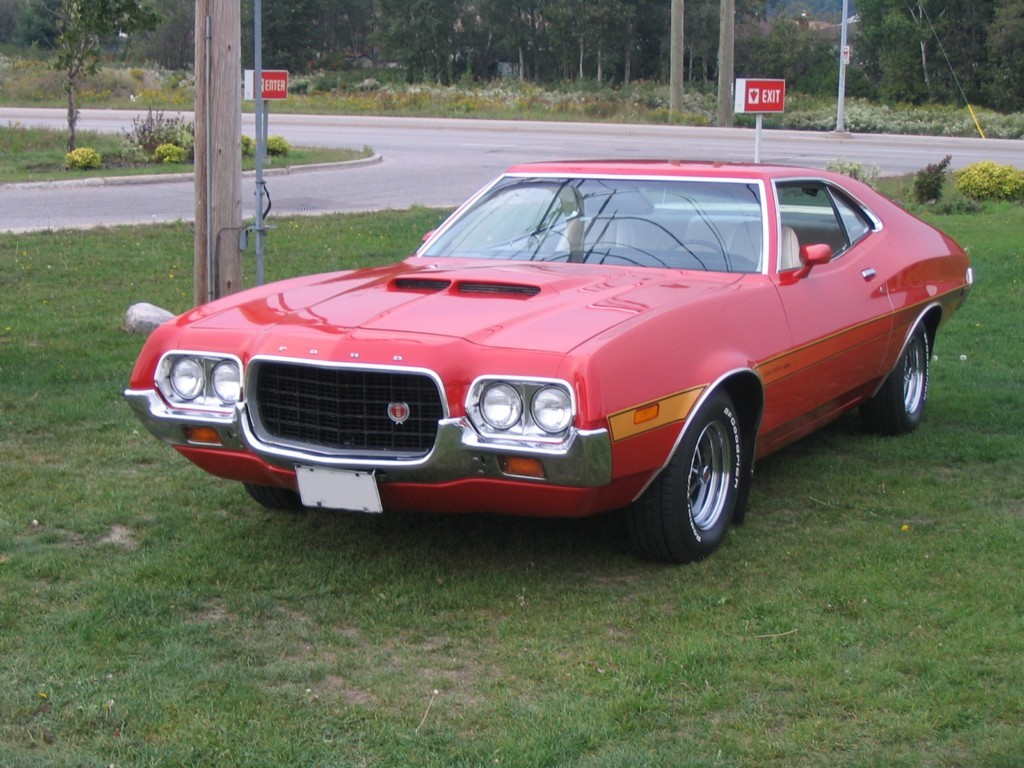
Ford Gran Torino modelo 1972 similar al usado en esta película.

Gran Torino es una película estadounidense de género dramático del año 2008, dirigida, producida y protagonizada por Clint Eastwood. La película marcó el regreso de Eastwood a un papel estelar después de cuatro años; su último papel estelar había sido en la película Million Dollar Baby en el año 2004. Gran Torino cuenta con un elenco predominantemente Hmong, así como la actuación del hijo menor de Eastwood, Scott Eastwood, y del hijo mayor, Kyle Eastwood en la banda sonora. La película se estrenó en algunos cines de Estados Unidos el 12 de diciembre de 2008, más tarde en el resto del país el 9 de enero de 2009 y el 6 de marzo.

## Argumento
Walt Kowalski (Clint Eastwood) es un anciano veterano de la guerra de Corea y trabajador jubilado de la fábrica de Ford, de actitud amargada y aparentemente intolerante con los inmigrantes quien acaba de enviudar después de  50 años de matrimonio con la única mujer a la que amó en toda su vida, por lo que ahora solo vive con la compañía de Daisy, su perra. El día del funeral de su esposa, Walt tiene la visita de las familia de su hijo, por quienes no siente gran afecto ya que los ve como personas materialistas y carentes de valores genuinos, lo cual se ve confirmado cuando su nieta adolescente de forma irrespetuosa le exige que al morir debe heredarle sus bienes, especialmente su Gran Torino '72 prácticamente nuevo, su posesión más apreciada.
Su viejo vecindario en Highland Park en Metro Detroit anteriormente estuvo habitado por familias blancas de clase trabajadora, pero actualmente sus vecinos son predominantemente inmigrantes hmong, incluidos los vecinos de Walt, la familia Vang Lor, compuesta por dos adolescentes, su madre y su abuela; quienes están emparentados con "Spider", el peligroso líder de una pandilla hmong. Un día Spider se lleva a Tao, el inseguro y tímido hijo menor de la familia para enrolarlo contra su voluntad en su pandilla y le exige robar el Gran Torino de Walt como prueba de iniciación. Esa noche, mientras intenta sacar el auto de la cochera, es descubierto por Walt; lo que pone a los Vang Lor en una deuda de honor con su vecino, ya que según sus tradiciones Thao esta obligado a servirle por una semana como expiación por sus actos. Aunque Walt se muestra disconforme y rechaza esto, posteriormente cambia de opinión y hace que el joven trabaje hermoseando las fachadas de las casa del vecindario, lo que irónicamente mejora un poco la relación con sus vecinos.
Para molestia de Walt, constantemente lo visita el padre Janovich, un joven en sus veinte recién ordenado, quien obedeciendo la última voluntad de la esposa del anciano se presenta seguido en su casa intentando apoyarlo y darle guía espiritual; sin embargo Walt es tajante en señalar que un muchacho tan joven y carente de experiencia no es apto para enseñarle respecto a la vida, aun así, el sacerdote no deja de intentar acercarse a él.
Una noche, Spider y sus hombres vienen para llevarse a Thao a la fuerza, lo que aterroriza al barrio, excepto a Walt, quien no duda en salir y ahuyentarlos con su rifle, lo que hace que se gane el aprecio de las familias hmong del barrio, quienes para su molestia no cesan de dejar regalos en su puerta. Poco después Walt ayuda a Sue, la hermana de Tao, cuando es acosada por una pandilla afroamericana; la joven resulta ser una chica inteligente y amigable que rápidamente ve más allá de la fachada amargada del anciano como alguien bueno y decente.
El día de su cumpleaños, Walt recibe la visita de su hijo y nuera pero, cuando comprende que su único interés es convencerlo de que se mude a un asilo y les permita vender su casa, los echa sin contemplaciones. Esa tarde Sue lo convence de ir a su casa, donde se celebra una fiesta tradicional hmong; a pesar de sus reservas, Walt queda complacido con la comida y la compañía, comprendiendo para su asombro que tiene más en común con ellos que con su propia familia.
Walt, quien ha sentido malestares y ha sufrido hemorragias orales visita al médico; aunque no se revela abiertamente el resultado de sus exámenes, la actitud de Walt insinúa que su diagnóstico es malo y terminal; sin embargo, cuando intenta llamar a su hijo para informarle, este se muestra molesto y se corta sin darle oportunidad de hablar. En paralelo, poco a poco Thao y Sue se convierten en visitantes asiduos en su casa y Walt constantemente visita la suya y los ayuda con las reparaciones, volviéndose en poco tiempo un modelo de conducta y figura paterna para Tao, por lo que le presenta a sus amigos, lo aconseja para que inicie una relación con la chica de la que esta enamorado y le ayuda a conseguir un trabajo en construcción con que pagar sus estudios.
Una tarde, Thao es asaltado y golpeado por la pandilla de Spider, a quien Walt visita por la noche y propina una golpiza en castigo, advirtiéndole que deje a los Vang Lor en paz; sin embargo, estos toman represalia y una noche atacan el barrio disparando con armas automáticas desde un vehículo, algunas horas después, Sue llega a casa descubriéndose que fue golpeada y violada por toda la pandilla. Los miembros de la comunidad, incluidos Thao y Sue, se niegan a denunciar los crímenes por miedo. Al día siguiente, un Thao enfurecido busca la ayuda de Walt para vengarse; éste se muestra de acuerdo y le dice que regrese durante la noche. Walt dedica el resto del día a preparativos personales: corta el césped, paga por un traje a la medida, se corta el pelo y se confiesa con el padre Janovich, quien al verlo comprende que se prepara para enfrentar a la pandilla, sin embargo no es capaz de hacerlo entrar en razón ni de convencer a la policía para que lo vigile y evite que intervenga.
Walt lleva a Thao a su sótano donde le regala su Estrella de Plata y lo encierra bajo llave explicando que todavía lo persigue el recuerdo de haber matado a un soldado enemigo que estaba listo para rendirse por lo que quiere evitar que Thao se convierta en un asesino. Posteriormente regala a Daisy a la abuela de Thao y se dirige a la residencia de la pandilla. Una vez allí Walt encara desde la calle a los pandilleros asegurándose que el resto del barrio se entere de las cosas que han hecho, incluyendo el hecho que Spider violó a su propia prima; Walt los amenaza señalando que por sus crímenes "él les dará algo de fuego", por lo que cuando los pandilleros ven que mete su mano en el bolsillo de la chaqueta se dejan llevar por el miedo y lo acribillan entre todos. Al caer al suelo, la mano de Walt se abre para revelar que estaba desarmado y solo sujetaba su viejo encendedor. Cuando Thao, Sue y el padre Janovich llegan al lugar, descubren a la policía arrestando a Spider y los demás, estos explican que el testimonio de todos los vecinos concuerda en que acribillaron entre todos a un anciano que solo intentaba prender un cigarrillo, por lo finalmente podían encerrarlos por mucho tiempo. Los tres jóvenes comprenden que Walt nunca tuvo intención de matarlos, sino más bien de sacrificarse para proteger a la familia Vang Lor.
Al funeral de Walt se presentan todos sus amigos y la totalidad de la comunidad hmong, desconcertando a su familia. El padre Janovich dirige el funeral alabando a Walt y su forma de vivir, reconociendo que tenía razón cuando le señaló su ignorancia sobre la vida, pero que gracias a él aprendió mucho al respecto. Posteriormente, en su casa, el abogado lee la última voluntad y el testamento de Walt en presencia Thao y de la familia de su hijo, quienes esperan ansiosos recibir sus bienes; sin embargo, este señala que deja su casa a la iglesia, sus demás posesiones a la caridad y su querido Gran Torino a Thao.
La historia termina con Thao conduciendo el automóvil por la avenida Jefferson de Detroit con Daisy a su lado.

## Reparto
- Clint Eastwood como Walt Kowalski.
- Bee Vang como Thao Vang Lor.
- Ahney Her como Sue Lor, la hermana mayor de Thao.
- Christopher Carley como el Padre Janovich.
- Doua Moua como Fong "Spider".
- Sonny Vue como Smokie.
- Brian Haley como Mitch Kowalski.
- Brian Howe como Steve Kowalski.
- Geraldine Hughes como Karen Kowalski.
- Dreama Walker como Ashley Kowalski.
- Michael E. Kurowski como Josh Kowalski.
- John Carroll Lynch como Martin, un barbero ítaloestadounidense.
- Chee Thao como la abuela Vang Lor.
- Choua Kue como Youa.

## Producción
Gran Torino  fue dirigida por Clint Eastwood y escrita por Nick Schenk. Fue producida por Village Roadshow Pictures, Magik Media Entertainment y Malpaso Productions, la compañía Warner Bros. se encargó de la distribución de la película. El guion original se inspiró en los suburbios de las afueras de Minneapolis, Minnesota, pero los cineastas decidieron producir Gran Torino, en el estado de Míchigan, siendo una de las primeras películas en aprovechar la nueva ley del estado sobre los paquetes de incentivos para las producciones cinematográficas. El rodaje comenzó en julio de 2008. Algunos lugares incluidos en la filmación fueron Highland Park, Detroit, Center Line, Warren, Royal Oak, y Grosse Pointe Park en Míchigan. Gran parte de la comunidad Hmong fue utilizada como extras.

## Recepción

### Ganancias en taquilla
La película recaudó en su quinto fin de semana 29,5 millones de dólares, y a día 22 de marzo de 2009 la película ya había recaudado más de 145 millones de dólares en las taquillas de Canadá y la de los Estados Unidos.

### Críticas
Rotten Tomatoes informa que el 81% de los 233 críticos encuestados dieron a la película críticas positivas; la puntuación media fue 7,12/10. El consenso del sitio dice: "Aunque es una entrada menor en el cuerpo de trabajo de Eastwood, Gran Torino es, sin embargo, una parábola de la vieja escuela divertida, conmovedora e intrigante". En Metacritic, que asigna un puntaje promedio moderada de 100 a las reseñas de los críticos principales, la película ha recibido una puntuación media de 72 sobre la base de 34 críticos.
Después de ver la película, The New York Times describió el tono de réquiem capturado por la película, calificándolo como "un coche elegante y musculoso de una película hecha en Estados Unidos, en ese cementerio industrial llamado Detroit". Manohla Dargis comparó la presencia de Eastwood en la película con el Dirty Harry y el Man with No Name, afirmando: "Harry el sucio está de regreso, en cierto modo, en Gran Torino, no como un personaje, sino como una presencia fantasmal. Se cierne en la película, en sus temas e imágenes de alto calibre, y por supuesto, lo más obvio, en el rostro del Sr.Eastwood. Es un rostro monumental ahora, tan fruncido y plisado que ya no se ve simplemente desgastado, como lo ha hecho durante décadas, sino que parece más cercano a madera petrificada". Los Angeles Times también elogió la actuación y la credibilidad de Eastwood como héroe de acción a la edad de 78 años. Kenneth Turan dijo sobre la actuación de Eastwood:" Es una película que es imposible de imaginar sin el actor en El papel principal. La noción de un héroe de acción de 78 años puede parecer una contradicción en los términos, pero Eastwood lo logra, incluso si su dureza es tanto verbal como física. Roger Ebert escribió que la película trata "sobre el florecimiento tardío de la mejor naturaleza de un hombre. Y se trata de estadounidenses de diferentes razas que se abren más entre sí en el nuevo siglo". Sang Chi y Emily Moberg Robinson, editores de Voices of the Asian-American and Pacific Islander Experience: Volume 1, dijo que dentro de los principales medios de comunicación, la película recibió "elogios de la crítica" "por su representación matizada de los asiático-americanos". Louisa Schein y Va-Megn Thoj, autores de "Gran Torino’s Boys and Men with Guns: Hmong Perspective", dijo que la respuesta crítica de la corriente principal se centró en el personaje de Eastwood y vio la película principalmente como una visión de inclusión y comprensión multicultural".
Nicole Sperling, columnista de Entertainment Weekly, lo llamó un drama con "el gancho comercial de una película de género". Chi y Robinson dijeron que dentro de la comunidad asiático-estadounidense, algunos criticaron "las representaciones de los hombres Hmong" y "la imágen del salvador blanco que impregnaba la película".

### Premios y nominaciones

#### Lista de premios y nominaciones
| Premio                                                   | Categoría                                   | Receptor                                                  | Resultado |
| -------------------------------------------------------- | ------------------------------------------- | --------------------------------------------------------- | --------- |
| 66.ª edición de los Globos de Oro                        | Mejor canción original: «Gran Torino»       | Jamie Cullum Clint Eastwood Kyle Eastwood Michael Stevens | Nominados |
| 65.ª Medallas del Círculo de Escritores Cinematográficos | Mejor Película extranjera                   | Gran Torino                                               | Ganadora  |
| Premios EñE del cine internacional (2008)                | Mejor película                              | Gran Torino                                               | Ganadora  |
| Premios EñE del cine internacional (2008)                | Mejor interpretación masculina protagonista | Gran Torino                                               | Ganadora  |
| Premios César                                            | Mejor película extranjera                   | Gran Torino                                               | Ganadora  |

La película, sin embargo, fue rechazada por la Academia de las Artes y las Ciencias Cinematográficas en la 81.ª ceremonia de entrega de los premios de la Academia cuando no fue nominada para ningún Óscar, que llevó a las duras críticas tanto de críticos como de espectadores, igualmente sentían que la academia también hubiera rechazado deliberadamente a WALL·E, The Dark Knight y Revolutionary Road de las cinco categorías principales.